# Conrad Ier du Palatinat
Pour les articles homonymes, voir Conrad.
Conrad Ier du Palatinat (1134 - 1195), comte palatin du Rhin, était le fils de Frédéric de Hohenstaufen, duc de Souabe, et de sa seconde femme Agnès de Sarrebruck,
En 1156, son demi-frère, Frédéric Barberousse l'investit du comté palatin du Rhin, tombé en déshérence à la mort de Hermann de Stahleck. Il seconde avec loyauté l'empereur lors de ses campagnes en Italie.
Sous son règne, la ville de Heidelberg connaît son premier essor. Il meurt à Heidelberg en 1195 et est inhumé à l'abbaye de Schönau.
Conrad épouse en premières noces une fille anonyme du comte Gottfried de Sponheim († v. 1160). Il se remarie avec Ermengarde de Henneberg, fille de Berthold Ier, comte de Henneberg. Ils auront trois enfants :
- Frédéric (mort en 1189) ;
- Conrad (mort en 1186) ;
- Agnès (morte en 1204)  héritière du comté, et qui épouse Henri de Brunswick.